# Фторид плутония(IV)-лития
Фтори́д плуто́ния(IV)-ли́тия (пентафтори́д ли́тия-плуто́ния, пентафтороплутона́т ли́тия) — неорганическое соединение, комплексный фторид лития и плутония с формулой Li[PuF5] (иногда записывается как LiF·PuF4). В нормальных условиях — кристаллы. Молекулярная масса 345,93 а. е. м. При температуре 400 °C разлагается с образованием Li4PuF8.

## Получение
Соединение получают растворением плутония в растворе LiClO4·3H2O (в эквимолярном количестве) в слабой соляной кислоте, выпариванием и последующей обработкой осадка на сапфировой подложке в никелевом реакторе фтороводородом в течение 16 часов при 300 °C и давлении около 0,4 бар.
Ещё один способ — действие газообразным гексафторидом плутония на фторид лития при 300°C:
{\displaystyle {\mathsf {LiF+PuF_{6}\ {\xrightarrow {300^{o}C}}\ LiPuF_{5}+F_{2}\uparrow }}}

## Физические свойства
Пентафторид лития-плутония образует кристаллы тетрагональной сингонии, пространственная группа I41/a, параметры ячейки a = 1,467(2) нм, c = 0,6479(5) нм, Z = 16; объём элементарной ячейки 87,1 Å3. Кристаллографическая плотность 6,60 г/см3. Размеры и объём ячейки соответствуют общей убывающей (в связи с актиноидным сжатием) последовательности в тетрагональных кристаллах Li[ThF5], Li[PaF5], Li[UF5], Li[NpF5], Li[PuF5], Li[AmF5] и Li[CmF5].